# ЖОК Ловћен Цетиње
ЖОК Ловћен Цетиње (Женски одбојкашки клуб Ловћен), црногорски женски одбојкашки клуб са Цетиња.

## Историја
Одбојкашки клуб Ловћен је основан 1980. године, али је женска секција током осамдесетих играла само пријатељске утакмице. У периоду од 1990. до 2010. године одбојкашки клубови на Цетињу нису постојали.
Клуб је поново активиран 2011. године, а прву званичну сезону у Другој црногорској лиги одиграо је у сезони 2012/13. Највећи успех ЖОК Ловћен је учешће у Женској одбојкашкој лиги Црне Горе у сезони 2014/15.